# ستونة
ستونة (26 يوليو 1962 - 8 سبتمبر 2020)، ممثلة ومغنية سودانية.
درست في جامعة السودان للعلوم والتكنولوجيا، كلية الفنون الجميلة، قسم رسم وتصوير. ثم درست دراسات إضافية في معهد الموسيقى والمسرح. شاركت ببعض المسرحيات، ثم ظهرت ظهورها السينمائي الأول بمصر في فيلم (صعيدي في الجامعة الأمريكية) وغَنَّت به أغنيتها الشهيرة (شيكولاتة)، بعدها شاركت مع النجم (عادل إمام) في فيلم هاللو أمريكا عام 2000، وقامت بدور باربرا، الزوجة الأمريكية لبخيت المهيطل.

## وفاتها
توفيت يوم الثلاثاء 8 سبتمبر 2020 بأحد المستشفيات الخاصة بالقاهرة، بعد أزمة صحية تعرضت لها، دخلت على إثرها العناية المركزة.

## الجوائز والتكريمات
- تم تكريمها في مصر بحضور وزير الثقافة الأسبق فاروق حسني باعتبارها أفضل مطربة شعبية في مصر عام 2009م.
- شاركت في مهرجان حوض النيل من المنبع للمصب في برلين ومهرجان نانت في فرنسا ومهرجان آخر في باريس ومهرجان ملكة هولندا للفنون

## من أعمالها

### أفلام
- صعيدي في الجامعة الأمريكية (فيلم) (1998).
- هاللو أمريكا (فيلم) (2000).
- أمير الظلام (فيلم) (2002).

### مسلسلات
- بعد الفراق (مسلسل) (2008).
- مهلا حبيبتي (مسلسل)

### مسرح
- الحصاد والمطر (مسرحية) (1989).
- عروس حسب الظروف (مسرحية) (1989).
- مخدة الكحل (مسرحية) (1998).
- ترنيمة 2 (مسرحية).
- طبول فاوست (مسرحية).

### تلفزيون
- النص الحلو 1997 - فوازير.
- مانستغناش 1998 - فوازير.